# جانلوکا جینوبله
جانلوکا جینوبله (به ایتالیایی: Gianluca Ginoble) (زاده ۱۱ فوریه ۱۹۹۵) یک خوانندهٔ ایتالیایی است.
او عضو گروه ایل وولو است.